# Gordon Herriott Cunningham
Gordon Herriot Cunningham CBE, FRS (27 de agosto de 1892 - Nueva Guinea, 18 de julio de 1962) fue un botánico neozelandés. Fue el primer micólogo y fitopatólogo de Nueva Zelanda.

## Biografía
En 1936 fue nombrado primer director del Departamento de Investigación Científica e Industrial de Nueva Zelanda (DSIR) en su División de FitoEnfermedades. Cunningham creó el Herbario de Fungi de Nueva Zelanda, y publicó extensamente sobre taxonomía de muchos grupos de hongos. Es considerado como el "padre" de la micología de Nueva Zelanda.
En su vida, fue boxeador, motociclista, buscador de oro, agricultor, horticultor, leñador, y veterano de Gallipoli. Después de estos primeros años coloridos, se unió, en 1919, al personal del Laboratorio Biológico, en el Departamento de Agricultura como micólogo, y comenzó un estudio sistemático de enfermedades de las plantas en Nueva Zelanda. También comenzó su trabajo clasificando los hongos. En 1925, publicó el primer trabajo de Nueva Zelanda en enfermedades de las plantas, Enfermedades fungosas de Árboles Frutales en Nueva Zelanda. Cuando el Laboratorio de Biología fue trasladado desde Wellington a Palmerston North en 1928 para convertirse en la Estación de Investigación de Plantas, Cunningham se convirtió en Jefe del Laboratorio de micología. La Estación de Investigación de Plantas se disolvió en 1936, y Cunningham se convirtió en director de la División de Enfermedades de las plantas del Departamento de Investigación Científica e Industrial de Nueva Zelanda (DSIR).

## Algunas publicaciones
- 1957. Thelephoraceae of New Zealand: The genera Thelephora and Tomentella, parte 12
- 1932. The Gasteromycetes of Australia

## Reconocimientos
- 2004, Landcare Research New Zealand Ltd. nombró los cuartos de alojamiento del Herbario de Fungi de Nueva Zelanda en su sitio de Auckland el GH Cunningham Mycology Suite en su honor.

## Eponimia
Géneros y especies de fungi
- Cunninghammyces Stalpers, 1985
- Bovista cunninghamii Kreisel, 1967
- Coccomyces cunninghamii P.R.Johnst. 2000
- Diplomitoporus cunninghamii P.K.Buchanan & Ryvarden, 1998
- Hyphodontia cunninghamii Gresl. & Rajchenb. 2000
- Perenniporia cunninghamii Decock, P.K.Buchanan & Ryvarden, 2000
- Phlebia cunninghamiana Duhem, 2009
- Thaxterogaster cunninghamii E.Horak, 1973 sin. Cortinarius cunninghamii (E.Horak) Peintner & M.M.Moser, 2002
- Vararia cunninghamii Boidin & Lanq. 1976